# David Millicay
David Millicay (La Rioja, Argentina, 28 de julio de 1952). Es un exfutbolista argentino que jugaba como defensor.

## Trayectoria

### Atlético Tucumán
Nacido en La Rioja, Millicay llegó a San Miguel de Tucumán para jugar en Atlético Tucumán. Debutó en el equipo "decano" en 1974 y al año siguiente ganaría la Liga Tucumana, de manera invicta, y tendría una muy buena actuación en el Campeonato Nacional de ese año. También formó parte del equipo que se consagraría tricampeón del futbol tucumano en los años 1977, 1978 y 1979. En 1979 terminaría en tercer lugar del Campeonato Nacional 1979.
Millicay jugó en Atlético Tucumán hasta 1982, dónde disputó 255 partidos con la camiseta del decano.

### San Martín
Ese año "cruza de vereda" para jugar en el clásico rival de Atlético, pero jugaría solamente un puñado de partidos.

### Atlanta
En 1983 llega a Atlanta para disputar la segunda división y lograría el ascenso ese año al consagrarse campeón. Sin embargo a la temporada siguiente volvería a descender. Ya en 1985 Atlanta perdería la final por el segundo ascenso ante Racing.
Millicay jugó 90 partidos en Atlanta y se retiró del fútbol.

## Clubes
| Club             | País      |
| ---------------- | --------- |
| Atlético Tucumán | Argentina |
| San Martín       |           |
| Atlanta          | Argentina |

## Palmarés
| Título           | Equipo           | País      | Año  |
| ---------------- | ---------------- | --------- | ---- |
| Liga Tucumana    | Atlético Tucumán | Argentina | 1975 |
| Liga Tucumana    | Atlético Tucumán | Argentina | 1977 |
| Liga Tucumana    | Atlético Tucumán | Argentina | 1978 |
| Liga Tucumana    | Atlético Tucumán | Argentina | 1979 |
| Segunda División | Atlanta          | Argentina | 1983 |